# غلیله
غلیله یک منطقهٔ مسکونی در امارات متحده عربی است که در امارت رأس‌الخیمه واقع شده‌است. غلیله ۴۸ متر بالاتر از سطح دریا واقع شده‌است.